# Three Coins in the Fountain
Three Coins in the Fountain é um filme estadunidense de 1954, do gênero drama, dirigido por Jean Negulesco e estrelado por Clifton Webb e Dorothy McGuire.

## Produção

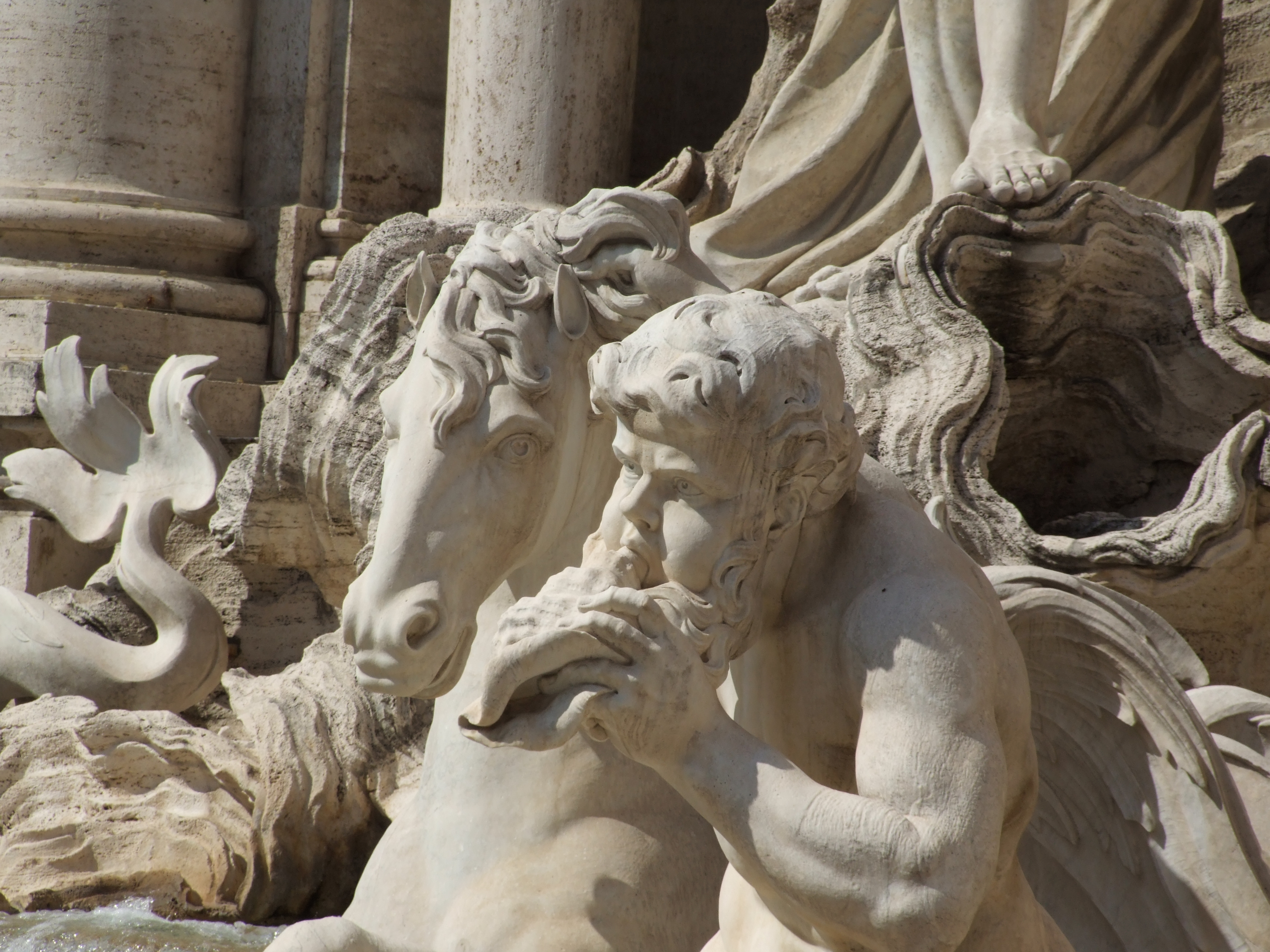
A Fonte de Trevi (ou Fontana de Trevi, no original italiano) é a fonte a que se refere o título do filme. Sua fama aumentou ainda mais quando Anita Ekberg banhou-se em suas águas, numa das cenas mais lembradas de La Dolce Vita, de Fellini.

A Fonte dos Desejos foi um dos primeiros filmes feitos em CinemaScope. Rodado em Roma e Veneza, os cartões postais dessas cidades foram mostrados nas cores vivas do Technicolor -- a Cidade Eterna nunca pareceu tão bonita.
O roteiro escapista, baseado em romance de John H. Secondari, publicado em 1952, proporcionou às plateias americanas da época esquecer os abrigos nucleares, o Macartismo e as lembranças da Segunda Guerra Mundial. O sucesso nas bilheterias repetiu-se na entrega dos prêmios Oscar, já que o filme ficou com duas das três estatuetas que disputava.
Frank Sinatra interpreta a canção Three Coins in a Fountain (literalmente, Três Moedas na Fonte), de Jule Styne e Sammy Cahn, vencedora do Oscar de Melhor Canção Original. Graças a ela (e às cenas onde aparece), a Fonte de Trevi tornou-se um dos pontos turísticos mais famosos em todo o mundo.
O próprio Jean Negulesco dirigiu a refilmagem de 1964, intitulada The Pleasure Seekers, com Ann-Margret e Anthony Franciosa. Em 1970, um piloto de série de TV foi concluído, mas não encontrou interessados. A história foi contada ainda uma vez no telefilme Coins in the Fountain, de 1990.

## Sinopse
Três secretárias americanas perseguem o amor em Roma e atiram umas moedas na Fonte de Trevi, para dar sorte. Frances mora por lá há quinze anos e trabalha para um charmoso escritor. Maria encontra o Príncipe Dino numa festa e é convidada a ir para Veneza em seu avião particular. Anita se engraça por um tradutor. Casamentos à vista? Provavelmente, pois a fonte, dizem, opera milagres.

## Premiações
| Patrocinador                                  | Prêmio    | Categoria                                                                 | Situação          |
| --------------------------------------------- | --------- | ------------------------------------------------------------------------- | ----------------- |
| Academia de Artes e Ciências Cinematográficas | Oscar     | Melhor Filme Melhor Fotografia (em cores) Oscar de Melhor Canção Original | Indicado Vencedor |
| Directors Guild of America                    | DGA Award | Melhor Diretor                                                            | Indicado          |

## Elenco
| Ator/Atriz       | Personagem              |
| ---------------- | ----------------------- |
| Clifton Webb     | John Frederick Shadwell |
| Dorothy McGuire  | Frances                 |
| Jean Peters      | Anita Hutchins          |
| Louis Jourdan    | Príncipe Dino di Cessi  |
| Maggie McNamara  | Maria Williams          |
| Rossano Brazzi   | Giorgio Bianchi         |
| Howard St. John  | Burgoyne                |
| Kathryn Givney   | Senhora Burgoyne        |
| Cathleen Nesbitt | Princesa                |